# Tobias Kongstad
Tobias Mørch Kongstad, né le 14 septembre 1996 à Copenhague, est un coureur cycliste danois.

## Palmarès sur route

### Par année
- 2014
  - 1re étape du Tour de Haute-Autriche juniors
- 2017
  - Randers Bike Week :
    - Classement général
    - 2e étape
- 2018
  - Classement général de la Post Cup
  - 3e du championnat du Danemark du contre-la-montre par équipes
- 2019
  -  Champion du Danemark du contre-la-montre par équipes
- 2022
  - 3e du championnat du Danemark du contre-la-montre par équipes

### Classements mondiaux
| Année                                 | 2018  | 2019  | 2020  | 2021  | 2022  |
| ------------------------------------- | ----- | ----- | ----- | ----- | ----- |
| Classement mondial                    | 1875e | 2419e | 1509e | 1015e | 1455e |
| UCI Europe Tour                       | 1244e | 1547e | 1126e | 754e  | 991e  |
|                                       |       |       |       |       |       |
| Légende : nc = non classéSource : UCI |       |       |       |       |       |

## Palmarès en cyclo-cross
- 2013-2014
  - 2e du championnat du Danemark de cyclo-cross juniors
- 2014-2015
  - 3e du championnat du Danemark de cyclo-cross espoirs